# Думенко Лука Павлович
Думенко (Демченко, Дума) Лука Павлович (1810? — †1880?) — чернігівський кобзар.

## Біографія
Лука Думенко народився приблизно 1810 року в селі Киселівка нині Менського району на Чернігівщині.
Жив у Сосниці, учився в чернігівського кобзаря Прокопа Дуба та в А. Шута. Один з учнів — Павло Кулик. Ревуцький пише що учився у Л. Думенка у 1853-33 р.
Був пан-отцем, а також старшиною сліпецького суду.